# Дамлаташ

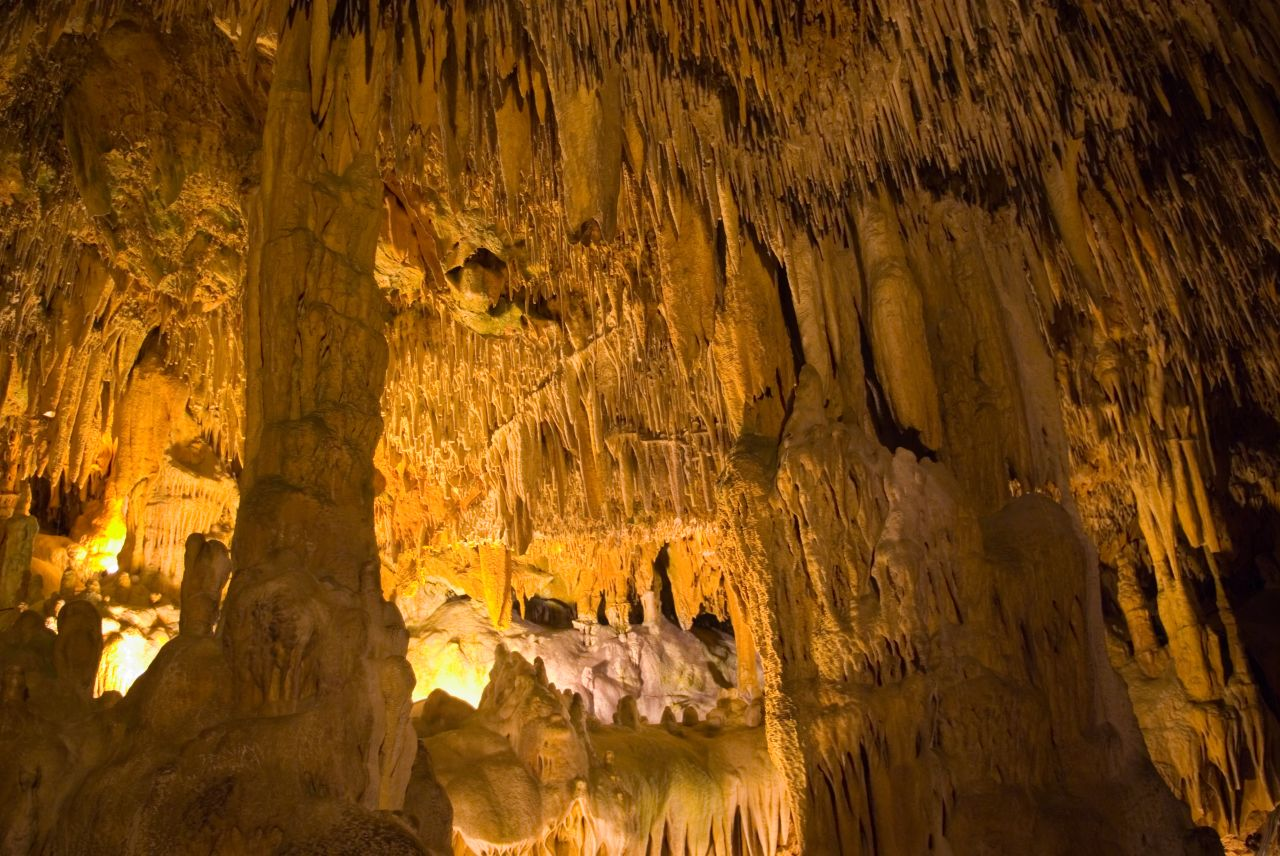
Сталактиты и сталагмиты в пещере Дамлаташ

Дамлата́ш (тур. Damlataş Mağarası) — пещера в центре города Аланья, Турция, у западного подножья полуострова. Название Дамлаташ состоит из двух слов (тур. damla — капля и taş — камень) и переводится с турецкого как «необработанный драгоценный или полудрагоценный камень» или «сталактит».

## История открытия
Пещера была обнаружена в 1948 году во время работ по строительству порта. В этом месте находилась каменоломня, и после взрыва, произведённого с целью получения камня для строительства паромного причала, открылся вход в пещеру. Внутри неё были найдены сталактиты и сталагмиты необыкновенной красоты. Пещера была взята под охрану, её начали исследовать.

## Геология
Дамлаташ находится в 100 м от берега моря. На входе в пещеру располагается узкий проход длиной 50 м, который выводит в цилиндрическую полость. Внутри пещеры можно увидеть фантастические образования разноцветных сталактитов и сталагмитов, возраст которых насчитывает 15 тысяч лет. Основное место их скопления — полость шириной 13—14 и высотой 15 метров. Пещера имеет два этажа. Её общий объём составляет 2500 м³.
Температура в пещере постоянно держится на отметке +22…+23 °C, влажность составляет более 90—98 %. Анализы воздуха внутри пещеры показали, что он содержит в 10—12 раз больше диоксида углерода по сравнению с обычным воздухом. В пещере содержится довольно большое количество углерода с незначительной степенью радиоактивности.

## Туризм
Дамлаташ представляет собой одну из немногих турецких пещер, специально оборудованных для посещения туристами. Посещение пещеры полезно для больных астмой. Целебным факторами могут выступать стабильная температура, очень большая влажность, повышенное содержание углекислого газа, небольшая радиоактивность и ионизация воздуха.
Вход в пещеру платный (100 турецких лир,  30 детям, или 2 евро). Перед пещерой находится пляж с небольшим рынком по соседству.